# جورجي كاباكوف
جورجي كاباكوف (بالبلغارية: Георги Кабаков؛ مواليد 22 فبراير 1986) حكم كرة قدم دولي بلغاري. أصبح أول حكم كرة قدم كفيف عام 2001. في عام 2007، رُقّي إلى الدوري البلغاري الممتاز. حتى عام 2017، أدار أكثر من 120 مباراة فيه.